# 有効原子番号則
有効原子番号則（ゆうこうげんしばんごうそく）とは、金属錯体の性質が中心金属の持つ電子数と配位子から金属へ供与されている電子の和（有効原子番号）によって決定されるという法則である。

## 有効原子番号
金属錯体においては配位結合によって配位子の電子が中心金属に対して供与されている。この供与された電子は金属原子の原子価軌道に入ることになる。そのため金属原子の電子配置は、（金属自身が持つ電子数）+（配位子から供与された電子数）の原子番号を持つ原子の電子配置と同じものと考えることができる。そこで（金属自身が持つ電子数）+（配位子から供与された電子数）をその錯体の有効原子番号という。

### 例
例えばヘキサアンミンコバルト(III)イオン[Co(NH3)6]3+は、電子数24のコバルト(III)イオンに6つのアンミン配位子（アンモニア分子）からそれぞれ2つずつ電子が供与されているので有効原子番号は36である。

## 有効原子番号則
有効原子番号則とは、金属錯体の性質がその錯体の有効原子番号と原子番号が同じ原子の性質と類似しているというものである。
例えばヘキサアンミンコバルト(III)イオンは、有効原子番号が36であるから原子番号36のクリプトンと類似し貴ガスのように安定性が高いと考えられる。一方、テトラカルボニルコバルト(0)は、Co(CO)4は、有効原子番号が35であるから、臭素と類似し臭化物イオンが安定であるように1電子還元された[Co(CO)4]-が安定であり、また臭素が2原子分子を形成するように2つの錯体が結合してCo2(CO)8が生成する。

### dブロック元素
他に金属原子が貴ガスと同じ電子配置を持つ場合に錯体が安定であるということを表現したものとして18電子則（18でんしそく）がある。これはdブロック元素の錯体において（金属自身が持つd電子数）+（配位子から供与された電子数）が18になる錯体が安定性が高いというものである。18という電子数はdブロック元素の原子価軌道である5つのnd軌道、1つの(n+1)s軌道、3つの(n+1)p軌道が満たされ貴ガスと同じ電子配置になる電子数である。すなわち、有効原子番号則が電子配置全体を考えているのに対し、18電子則は原子価軌道のみの電子配置を考えたものであり、同じ内容を別の表現で表したものといえる。

### 配位飽和
有効原子番号が貴ガスと同じ錯体は、配位子がさらに付加したり、脱離すると有効原子番号が貴ガスとは異なってしまうため不安定になる。そのためそのような反応が起きにくい。そこで配位飽和であると呼ばれている。一方、有効原子番号が貴ガスより偶数個少ない錯体は、いくつか配位子がさらに付加すれば有効原子番号が貴ガスと等しくなり安定になる。そのため配位子の付加反応が起こりやすい。そこで配位不飽和であると呼ばれている。触媒反応においては、反応する基質がさらに配位する余地がある配位不飽和の錯体の存在が重要であることが多い。